# لورن هالی
لورن هالی (به انگلیسی: Lauren Holly) (زاده ۲۸ اکتبر ۱۹۶۳) بازیگر آمریکایی است. از فیلم‌های معروف او می‌توان به احمق و احمق‌تر، سابرینا، پایین پریسکوپ، در دستان دشمن، پدرخوانده گرین بی و یک قدم تا جهنم و همچنین مجموعه های تلویزیونی ان‌سی‌آی‌اس و انگیزه اشاره کرد.